# Jomud
El caballo Jomud o Yomud es una raza de caballo de silla de Turkmenistán, procedente del antiguo y extinto caballo turcomano. Es una raza muy resistente y bien adaptada a la vida en el desierto. Se usa como montura y como caballo de tiro ligero.

## Historia
Los caballos Jomud son muy antiguos. Fueron desarrollados por la tribu Jomud en el oasis de Tashauz (Daşoguz, "fuente de piedra" en turcomano) a partir de caballos turcomanos de manera parecida a los Akhal-Teke. En el transcurso del siglo XIV la raza recibió la influencia de caballos árabes. En los siglos siguientes hubo aportaciones de caballos kazajos, mongoles, turcomanos y Akhal-Teke. En 1983, con el objetivo de preservar la raza, se crearon algunas yeguadas. A partir de una cifra inicial de 149 yeguas se pretendía mantener un núcleo de cría del orden de 250 yeguas, suficiente para mantener la viabilidad genética. También se fundó una parada en el distrito de Kyzyl-Atrek.

## Características

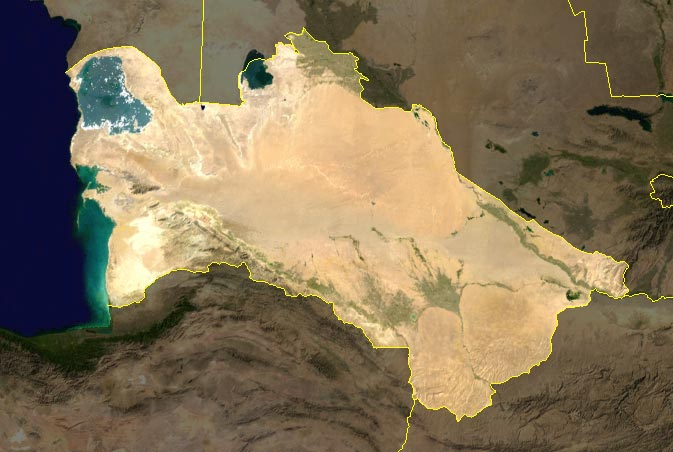
Mapa de Turkmenistán a vista de satélite. El oasis de Daşoguz está en la zona verde más al norte.

Los caballos Jomud tienen una altura de 145-152 cm. La cabeza es relativamente ligera con perfil recto o ligeramente convexo. El cuello es bastante grueso pero bien formado. Los hombros muestran una inclinación correcta. El pecho es ancho y la cruz está bien marcada. El dorso es largo y recto, normalmente con una depresión hacia la cruz. La grupa es inclinada. Las extremidades son musculosas, con articulaciones bien definidas y tendones destacados. Las uñas son duras y bien formadas.
Los pelajes habituales son el castaño, el negro y el alazán. Con un predominio de caballos liarts (resultado de la combinación del patrón liart y los pelajes "básicos" mencionados). También hay pelajes diluidos crema (bayo-crema, palomino). 
La raza muestra la influencia de la región desértica y semidesértica donde se desarrolló. Los caballos Jomud están adaptados a las zonas áridas con poca agua. Tradicionalmente criados como animales de gran resistencia y con una disposición natural al salto, están bien adaptados a las competiciones modernas del tipo del Concurso completo de equitación. 
La raza Jomud fue empleada en el desarrollo de la raza Lokai en Tayikistán.

## Documentos sobre la tribu Jomud y sus caballos
La región de Turkmenistán fue visitada en el siglo XIX por numerosos exploradores o viajeros que podrían ser clasificados como espías. Algunos de sus relatos hablan de los caballos turcomanos, de sus variedades y detalles sobre la cría, alimentación, entrenamiento y otros. También son interesantes otros documentos en forma original o con comentarios.